# Castell de Rupit
El Castell de Rupit, que fou successor el segle xi del de Fàbregues, és situat enmig del poble homònim, damunt un penyal de forma irregular darrere l'església parroquial.

## Història
En la reconstitució del comtat d'Osona empresa per Guifré el Pilós a finals del segle ix va crear-se un terme extensíssim bastit al voltant del castell de Fàbregues, documentat el 968. L'abandó del castell de Fàbregues va comportar la divisió, a principis del segle xi, del terme castral en dos, el castell de Rupit, amb les parròquies de Rupit, Pruit i Sant Joan de Fàbregues, i de l'altre el de Fornils amb les parròquies de Sant Martí i Susqueda. El castell de Rupit es documenta amb el seu propi nom per primera vegada el 1040 en el testament del bisbe-vescomte Eribau de la casa d'Osona-Cardona. El domini eminent es constata l'any 1083; el vescomte Ramon Folc feu testament, publicat sacramentalment l'any 1086, disposant que el castell de Rupit passi a la muller Ermessenda i al germà Folc i, si no, als nebots. Continuen els vescomtes de Cardona fins que, l'any 1276, Ramon Folc V de Cardona deixa el senyoriu al fill Bernat Amat que el deixa al seu fill Ramon Amat. Després passarà a la germana d'aquest, Sibil·la, casada amb Ramon Roger II de Pallars.
El castell de Rupit restà en mans dels comtes de Pallars fins a l'any 1369. Gilabert VI de Cruïlles, casat amb Constança, germana de Sibil·la, compra al seu nebot Huguet de Pallars el domini dels termes de Rupit i Fornils. Va pertànyer a la família Cruïlles que s'entroncà amb els Vilademany primer, amb els Perapertusa el 1619 i, vers 1658, amb el marquès de Risbourg, Benjamí de Bournonville. L'any 1681, el rei Carles II concedí a Antoni de Bournonville el títol de marquès de Rupit i els enllaços matrimonials continuaren amb els comtes d'Aranda i els ducs d'Híjar.
No es pot precisar la destrucció del castell, que sobrevisqué a la guerra de la Generalitat (1462-72) amb el rei Joan II, si bé es perdé després qualsevol notícia sobre l'edifici.

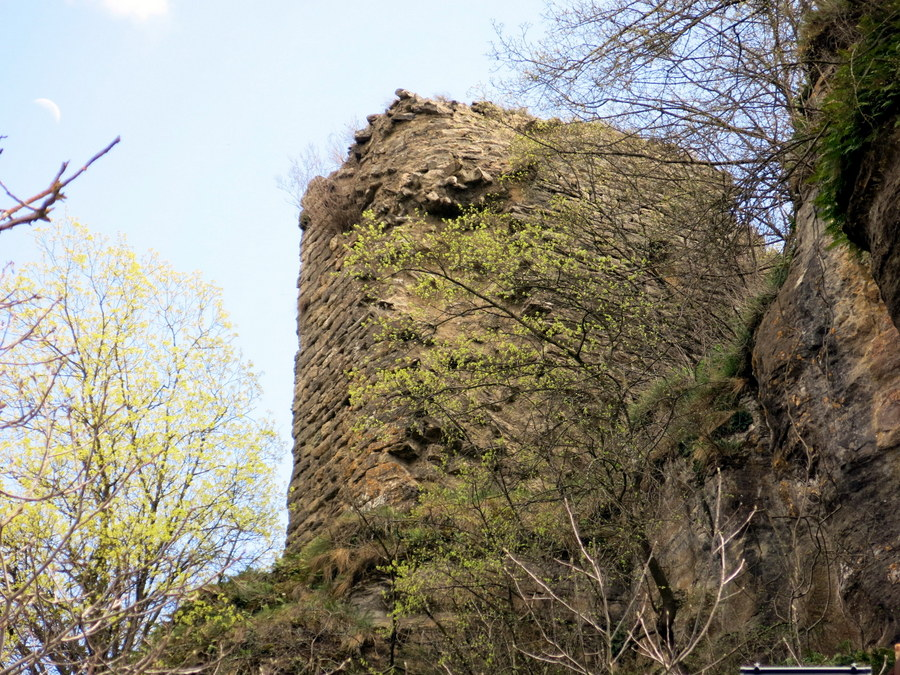
Castell de Rupit

### Elscastlans
No es troba documentació de cap família de castlans amb continuïtat clara. El 1286, apareix una dona anomenada Guillema, vídua d'Anglès de Rupit i el seu fill Anglès, els quals venen unes cases a Rupit; pel cognom es creu que eren els castlans del castell. Fins al segle xvi no hi ha noves notícies de la castlania: Joan de Malart a la seva mort cedí els drets de la castlania de Rupit a Onofre Olmera.

## Descripció
El castell de Rupit està situat dalt d'un penyal de forma irregular que es troba enmig del poble. Les cases del poble es van construir molt arran del castell i actualment fan impossible l'accés al castell. D'aquest en queden algunes filades de mur fet amb pedra menuda però regular. El perímetre del conjunt és d'uns 300 m². Destaca un mur d'uns 5 metres d'amplada per 8 d'alçada i 2 de profunditat; aquest mur combina carreus de cap i través i no té cap obertura. La base d'aquesta paret s'assenta damunt la roca i és visible un arc de descarrega que reparteix el pes de la construcció allà on la roca sobresurt més.
Es conserven també uns fragment de mur que possiblement pertanyen a la muralla. Aquests fragments baixen des del castell pel cantó de llevant i travessen el poble.
Formen part del castell tot el que se'n conservi de les muralles de tancament (dels recintes sobirà i jussà), torres, portals, fossats i altres elements defensius. Es conserven restes en alçada variable de trams dels seus murs perimetrals i interiors a la part superior del turó. La resta de murs i estructures se situen al subsòl tant del turó, com de les cases situades a la seva part inferior. Aquestes cases podrien integrar murs i estructures del castell, corresponents a la muralla del recinte jussà.